# Thomaïs Orsini
Thomaïs Orsini (grec moderne : Θωμαΐς Ορσίνι; c. 1330 - ¿?) est la reine consort du tsar serbe et souverain d'Épire et de Thessalie, Siméon Uroš Nemanjić.

## Biographie

### Jeunesse
Née sous le nom de Thomaïs Comnène Angelina au début des années 1330, elle perd son père, Jean II Orsini, en 1335, lorsque celui-ci est empoisonné, prétendument par son épouse, Anne Paléologue, descendante de la dynastie des Paléologue de l'Empire byzantin. Après la mort de Jean II, son épouse Anne devient régente du Despotat d'Épire au nom du frère de Thomaïs, Nicéphore II.
Mais peu de temps plus tard, en 1338, les Orsini sont chassés d'Épire par l'empereur byzantin Andronic III Paléologue, qui annexe le territoire à l'Empire byzantin. Cependant, au cours de la guerre civile byzantine destructrice qui suit la mort d'Andronic III en 1341, la plupart des territoires byzantins restants, y compris l'Épire et la Thessalie, passent sous le contrôle du souverain serbe Étienne IV Dušan, qui fonde en 1346 l'Empire serbe. En 1348, Dušan nomme son demi-frère cadet, Siméon Uroš Paléologue, en tant que gouverneur de l'Acarnanie ainsi que de la partie sud de l'Épire.

### Mariage avec Siméon Uroš
Afin de consolider sa position auprès de la population locale, Siméon décide d'épouser Thomaïs, descendante de l'ancienne lignée régnante d'Épire. Ensemble, ils ont trois enfants : Jean Uroš, qui succède au souverain de Thessalie, Étienne Uroš, gouverneur de Pharsale, ainsi que Marie, qui épouse Thomas Preljubović, qui règne également sur l'Épire.
Entre-temps, le frère déchu de Thomaïs, Nicéphore, vit à Constantinople, où il soutient Jean VI Cantacuzène dans la guerre civile qui l'oppose à Jean V Paléologue. Avec le titre de panhypersébaste, puis de despote, Nicéphore épouse la fille de Cantacuzène, Marie, pendant l'été 1342 et est nommé gouverneur d'Enos et de l'Hellespont entre 1351 et 1355.
En 1355, Siméon se rebelle contre Étienne Dušan, mais en décembre de la même année, Dušan meurt, laissant ainsi Siméon comme un prétendant crédible au trône vacant de l'Empire serbe, selon la tradition slave où les frères succèdent aux fils. Cependant, Dušan a déjà couronné son propre fils, Étienne Uroš V, comme son héritier. Pour aggraver les choses, la même année, Nicéphore II renverse le gouverneur serbe de Thessalie, Grégoire Preljub, gagne le soutien de la population locale et aspire bientôt à revendiquer son trône ancestral en Épire également. En 1356, Nicéphore entre en Épire et oblige Siméon à fuir l'Acarnanie pour se réfugier à Kastoria, l'une de ses places fortes en Macédoine.
Malgré ce revers, Siméon lui-même se proclame tsar « des Serbes et des Grecs » à Kastoria à la place de son jeune neveu en Serbie centrale. Siméon lance alors une campagne afin de s'emparer de la partie centrale de la Serbie, mais la noblesse serbe, lors d'un conseil qui se tient à Skopje en 1357, décide d'apporter son soutien à Étienne V Uroš, conformément à la volonté de Dušan. Le succès échappe également à Siméon sur le champ de bataille : au cours de l'été 1358, il avance sur Zeta mais est arrêté à Scutari, où son armée de cinq mille hommes est vaincue par la noblesse serbe. Siméon se replie alors à Kastoria et ne tente plus jamais d'envahir la Serbie proprement dite.
Bien que parfois en position précaire, Siméon parvient à étendre son contrôle sur une grande partie du sud de l'Empire serbe, devenant ainsi le maître d'une grande partie de la Macédoine occidentale. Après la mort de Nicéphore II au cours de la bataille d'Achéloos en 1359 contre les clans albanais envahisseurs, Siméon est en mesure de rétablir rapidement sa souveraineté sur les différents magnats de Thessalie et d'Épire, et établit sa cour à Trikala en Thessalie, où il imite le cérémonial de la cour byzantine.
Au plus tard en 1366 (ou peut-être dès 1359 ou 1360), Siméon proclame son fils aîné Jean comme co-dirigeant. Siméon meurt entre 1369 et 1371, tandis que la date de la mort de Thomaïs est inconnue.